# Ralph Churchfield
Ralph Lester Churchfield (East McKeesport, 1º gennaio 1918 – North Versailles, 7 ottobre 1995) è stato un cestista e allenatore di pallacanestro statunitense, professionista nella NBL.

## Carriera
Giocò per una stagione nella NBL, disputando 20 partite con 3,4 punti di media.